# Collectio Remensis
Die Collectio Remensis ist eine chronologisch geordnete Kanones-Sammlung des 6. Jahrhunderts. Sie enthält hauptsächlich Synodalakten und päpstliche Schreiben und gilt als die umfangreichste Sammlung der Merowingerzeit. Überliefert ist sie ausschließlich in der Handschrift Berlin, SBPK, Phill. 1743.

## Inhalt
Die Collectio Remensis enthält Beschlüsse griechischer Synoden (Ancyra, Neocäsarea, Gangra, Antiochia, Laodicea, Konstantinopel I in zwei Versionen, Sardica, Ephesos, Chalcedon), afrikanische Synoden (Karthago 419, Auszüge aus den Registri Ecclesiae Carthaginensis Excerpta), römische Synoden (drei unter Papst Symmachus) sowie 22 gallische Synoden (früheste: Arles 314, späteste: Paris 614). Hinzu kommen 27 päpstliche Briefe von Pseudo-Clemens, Siricius, Innozenz I., Zosimus, Coelestin I., Leo I., Gelasius I., Symmachus, Hormisdas, Johannes II. und Vigilius.
Zusätzlich enthält die Sammlung verschiedene weitere Texte wie den Liber ecclesiasticorum dogmatum, das Decretum Gelasianum, einen Brief der Mailänder Kirche zum Dreikapitelstreit sowie das Pariser Edikt des Frankenkönigs Chlothar II. von 614. Die letzten beiden Dokumente sind ebenfalls nur in dieser Handschrift überliefert.

## Entstehung und Überlieferung
Inhalt und redaktionelle Eingriffe des Kompilators legen nahe, dass die Sammlung ursprünglich im südöstlichen Gallien zusammengestellt wurde, wobei die früheste Rezension nicht lange nach 550 entstand. Die ursprüngliche Sammlung erfuhr in der zweiten Hälfte des 6. Jahrhunderts mehrere redaktionelle Änderungen und wurde schließlich – nicht vor den 620er Jahren – um mehrere Dokumente aus der Zeit Chlothars II. ergänzt.
Die Sammlung stützt sich auf verschiedene Quellen wie das sogenannte Corpus canonum Africano-Romanum, die Collectio Teatina, die Collectio Dionysiana I und die Canones urbicani.
Die Berliner Handschrift stammt aus dem 8. Jahrhundert; spätestens seit dem 9. Jahrhundert befand sie sich in St-Remi-de-Reims, worauf der Name der Sammlung zurückgeht.

## Wirkung
In ihren verschiedenen Rezensionen diente die Collectio Remensis als Quelle für andere gallische Kanones-Sammlungen wie die Collectio Diessensis, Collectio Pithouensis, Collectio Sancti Amandi und (indirekt über letztere Sammlung) für die Collectio Bellovacensis. Sie war auch eine der Quellen des vierten Teils des Quadripartitus, einer karolingischen Sammlung.